# Frasin, Hîncești
Frasin este un sat din cadrul comunei Ivanovca din raionul Hîncești, Republica Moldova.

## Demografie

### Structura etnică
Structura etnică a localității conform recensământului populației din 2004:
| Grup etnic                    | Populație | % Procentaj |
| ----------------------------- | --------- | ----------- |
| Ucraineni                     | 38        | 74,51%      |
| Băștinași declarați Moldoveni | 13        | 25,49%      |
| Total                         | 51        |             |